# Steve Jurczyk

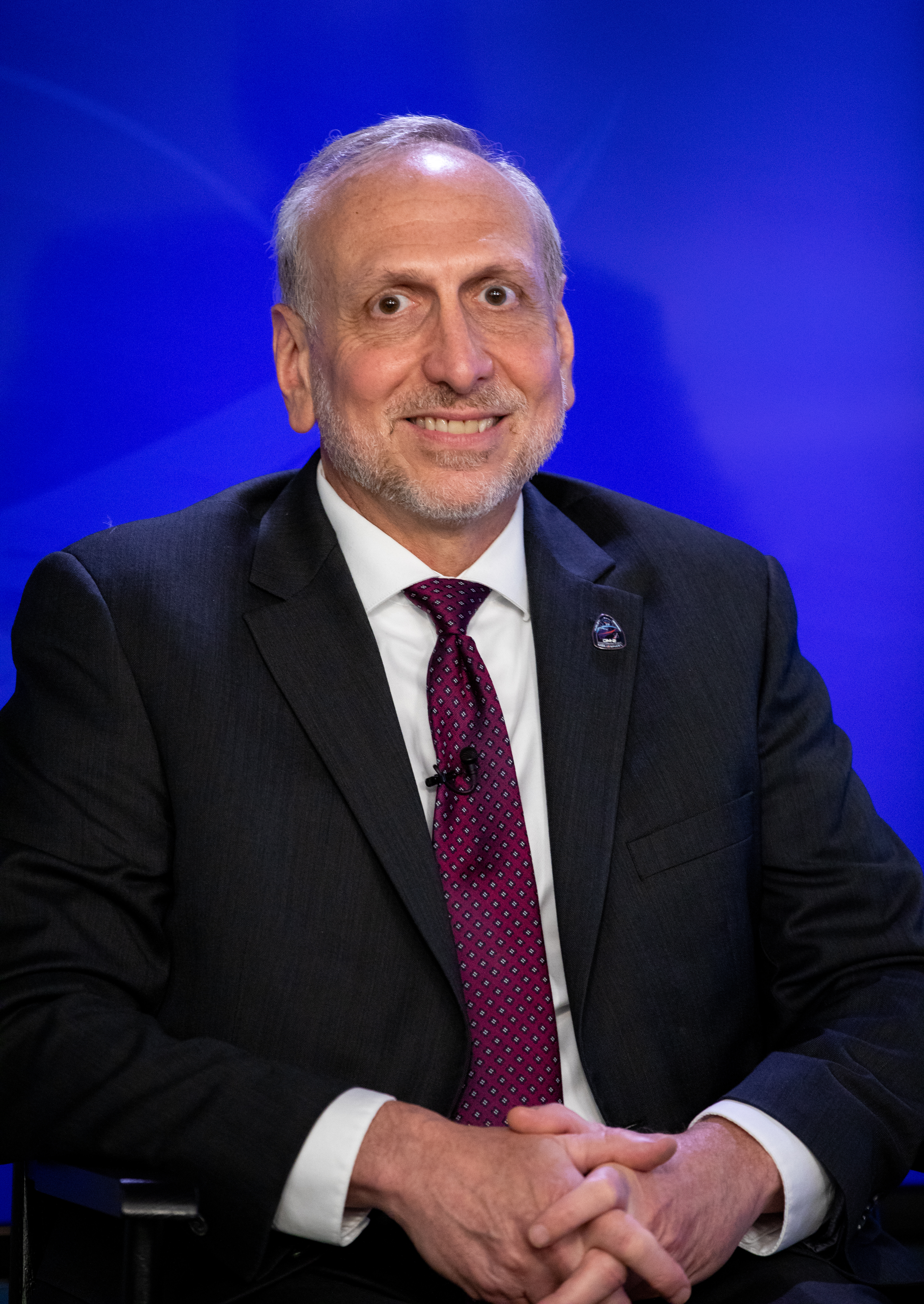
Steve Jurczyk (2020)

Stephen G. Jurczyk (* 20. Februar 1962 in New York City; † 23. November 2023 in Fredericksburg, Virginia) war ein US-amerikanischer Ingenieur für Luft- und Raumfahrttechnik. Er bekleidete verschiedene Managementpositionen in der amerikanischen Raumfahrtbehörde NASA.

## Leben
Steve Jurczyk, der polnischer und italienischer Abstammung ist, wuchs in New York City auf. Er studierte Elektroingenieurwesen an der University of Virginia, an der er 1984 einen Bachelor- und 1986 einen Masterabschluss erlangte. Ab 1988 war er in der Abteilung für Elektrotechnik am Langley Research Center (LaRC) in Hampton, Virginia, beschäftigt. Ab August 2006 war er stellvertretender Leiter und ab Mai 2014 Leiter des LaRC. Im folgenden Jahr wurde er Associate Administrator des Space Technology Mission Directorate. Im Mai 2018 wurde Jurczyk zum Associate Administrator der NASA ernannt. Nach der Amtseinführung von Joe Biden am 20. Januar 2021 war Steve Jurczyk bis zum 3. Mai desselben Jahres kommissarischer Leiter der NASA.
Jurczyk litt an Bauchspeicheldrüsenkrebs, dem er am 23. November 2023 im Alter von 61 Jahren erlag. Er war verheiratet und hatte zwei erwachsene Töchter.